# Marvin Vettori
Marvin Vettori (Trento, 20 de setembro de 1993) é um lutador italiano de artes marciais mistas, atualmente compete no peso-médio do Ultimate Fighting Championship.

## Início
Vettori nasceu em Trento, Itália. Ele começou a se interessar pelo MMA quando era novo e foi quando ele começou a treinar depois de ver lutas de lutadores como Fedor Emelianenko, Mirko "Cro Cop" Filipovic e Mauricio "Shogun" Rua' no PRIDE pela TV aos 16 anos de idade.
Quando Vettori começou a praticar MMA na Itália, ele frequentou seis academias de artes marciais diferentes para adquirir todo o treinamento e habilidades necessária para o esporte. Isso foi necessário pois o esporte ainda se encontrava em fase de crescimento no país e uma academia própria e conceituada para a prática do MMA era difícil de ser encontrada. Em 2012, Vettori se mudou para Londres por dois anos para se focar de maneira adequada no esporte e após isso se mudou para os Estados Unidos, onde ele começou a treinar na academia Kings MMA.

## Carreira no MMA
Vettori fez sua estreia no UFC em 20 de agosto de 2016 no UFC 202 contra Alberto Emilliano Pereira. Ele venceu via finalização no primeiro round.
Vettori enfrentou Antônio Carlos Júnior no UFC 207 em 30 de dezembro de 2016. Vettori perdeu via decisão unânime.
Vettori enfrentou Vitor Miranda em 25 de Junho de 2017 no UFC Fight Night: Chiesa vs. Lee. Ele venceu via decisão unânime.
Vettori enfrentou Omari Akhmedov em 30 de Dezembro de 2017 no UFC 219. A luta terminou empatada por decisão majoritária.
Vettori enfrentou Israel Adesanya em 14 de Abril de 2018 no UFC on Fox 29. Ele perdeu via decisão dividida.
Vettori enfrentou Cezar Ferreira em 13 de Julho de 2019 no UFC Fight Night: de Randamie vs. Ladd. Ele venceu via decisão unânime.
Ele enfrentou Andrew Sanchez em 12 de outubro de 2019 no UFC Fight Night: Joanna vs. Waterson. Vettori venceu por decisão unânime.
Vettori enfrentou Karl Roberson em 13 de junho de 2020 no UFC Fight Night: Eye vs. Calvillo. Ele venceu por finalização no primeiro round.

## Cartel no MMA
| Cartel no MMA   |             |            |
| 26 lutas        | 19 vitórias | 6 derrotas |
| Por nocaute     | 2           | 0          |
| Por finalização | 9           | 0          |
| Por decisão     | 8           | 6          |
| Empates         | 1           | 1          |

| Res.    | Cartel | Oponente                 | Método                                | Evento                                       | Data       | Round | Tempo | Local                   | Notas |
| ------- | ------ | ------------------------ | ------------------------------------- | -------------------------------------------- | ---------- | ----- | ----- | ----------------------- | --- |
| Vitória | 19-6-1 | Roman Dolidze            | Decisão (unânime)                     | UFC 286: Edwards vs. Usman 3                 | 18/03/2023 | 3     | 5:00  | Londres                 | |
| Derrota | 18-6-1 | Robert Whittaker         | Decisão (unânime)                     | UFC Fight Night: Gane vs. Tuivasa            | 03/09/2022 | 3     | 5:00  | Paris                   | |
| Vitória | 18-5-1 | Paulo Costa              | Decisão (unânime)                     | UFC Fight Night: Costa vs. Vettori           | 23/10/2021 | 5     | 5:00  | Enterprise, Nevada      | Estreia nos Meio Pesados; Foi retirado 1 ponto a Paulo Costa no segundo round devido a uma dedada no olho; Performance da Noite. |
| Derrota | 17-5-1 | Israel Adesanya          | Decisão (unânime)                     | UFC 263: Adesanya vs. Vettori 2              | 12/06/2021 | 5     | 5:00  | Glendale, Arizona       | Pelo Cinturão Peso Médio do UFC.                                                                                                 |
| Vitória | 17-4-1 | Kevin Holland            | Decisão (unânime)                     | UFC on ABC: Vettori vs. Holland              | 10/04/2021 | 5     | 5:00  | Las Vegas, Nevada       | Quebrou o recorde de mais quedas aplicadas em uma luta nos Médios do UFC (11).                                                   |
| Vitória | 16-4-1 | Jack Hermansson          | Decisão (unânime)                     | UFC on ESPN: Hermansson vs. Vettori          | 05/12/2020 | 5     | 5:00  | Las Vegas, Nevada       | Luta da Noite. |
| Vitória | 15-4-1 | Karl Roberson            | Finalização (mata-leão)               | UFC Fight Night: Eye vs. Calvillo            | 13/06/2020 | 1     | 4:17  | Las Vegas, Nevada       | Performance da Noite. |
| Vitória | 14-4-1 | Andrew Sanchez           | Decisão (unânime)                     | UFC Fight Night: Joanna vs. Waterson         | 12/10/2019 | 3     | 5:00  | Tampa, Flórida          | |
| Vitória | 13-4-1 | Cezar Ferreira           | Decisão (unânime)                     | UFC Fight Night: de Randamie vs. Ladd        | 13/07/2019 | 3     | 5:00  | Sacramento, Califórnia  | |
| Derrota | 12-4-1 | Israel Adesanya          | Decisão (dividida)                    | UFC on Fox: Poirier vs. Gaethje              | 14/04/2018 | 3     | 5:00  | Glendale, Arizona       | |
| Empate  | 12-3-1 | Omari Akhmedov           | Empate (majoritário)                  | UFC 219: Cyborg vs. Holm                     | 30/12/2017 | 3     | 5:00  | Las Vegas, Nevada       | |
| Vitória | 12-3   | Vitor Miranda            | Decisão (unânime)                     | UFC Fight Night: Chiesa vs. Lee              | 25/06/2017 | 3     | 5:00  | Oklahoma City, Oklahoma | |
| Derrota | 11-3   | Antonio Carlos Júnior    | Decisão (unânime)                     | UFC 207: Nunes vs. Rousey                    | 30/12/2016 | 3     | 5:00  | Las Vegas, Nevada       | |
| Vitória | 11-2   | Alberto Uda              | Finalização (guilhotina)              | UFC 202: Diaz vs. McGregor II                | 20/08/2016 | 1     | 4:30  | Las Vegas, Nevada       | Estreia no UFC. |
| Vitória | 10-2   | Igor Araújo              | Finalização (guilhotina)              | Venator FC 3                                 | 21/05/2016 | 1     | 4:30  | Milão                   | Estreia nos Médios. |
| Vitória | 9-2    | Jack Mason               | Nocaute (joelhada e socos)            | Venator FC 2                                 | 22/12/2015 | 1     | 1:46  | Rimini                  | Originalmente pelo cinturão peso meio médio do Venator; Vettori não bateu o peso.                                                |
| Vitória | 8-2    | Daniele Scatizzi         | Decisão (unânime)                     | Venator FC 1                                 | 30/05/2015 | 3     | 5:00  | Bologna                 | Ganhou o cinturão peso meio médio do Venator FC.                                                                                 |
| Vitória | 7-2    | Giorgio Pietrini         | Finalização (guilhotina)              | Venator FC: Guerrieri Italiani Semifinals    | 29/03/2015 | 1     | 2:18  | Bologna                 | |
| Vitória | 6-2    | Anderson da Silva Santos | Nocaute Técnico (socos e cotoveladas) | Venator FC: Guerrieri Italiani Quarterfinals | 25/01/2015 | 1     | 1:07  | Bologna                 | |
| Derrota | 5-2    | Bill Beaumont            | Decisão (unânime)                     | UCMMA 40                                     | 06/09/2014 | 3     | 5:00  | Londres                 | Pelo cinturão meio médio vago do UCMMA.                                                                                          |
| Vitória | 5-1    | Giorgio Pietrini         | Finalização (chave de dedo)           | Impera FC 3                                  | 13/06/2014 | 1     | 3:14  | Roma                    | |
| Vitória | 4-1    | Radovan Uskrt            | Finalização (triângulo)               | European MMA League 1                        | 08/02/2014 | 1     | 1:49  | Zagreb                  | |
| Vitória | 3-1    | Luca Ronchetti           | Finalização (mata-leão)               | Impera FC 2                                  | 14/12/2013 | 1     | 4;07  | Roma                    | |
| Vitória | 2-1    | Matt Robinson            | Finalização (mata-leão)               | UCMMA 37                                     | 30/11/2013 | 1     | 3:30  | Londres                 | |
| Vitória | 1-1    | Tom Richards             | Finalização (mata-leão)               | UCMMA 35                                     | 03/08/2013 | 1     | 1:31  | Londres                 | |
| Derrota | 0-1    | Alessandro Grandis       | Decisão (unânime)                     | New Generation Tournament 6                  | 21/07/2012 | 2     | 5:00  | Seveso                  | |